# Sandarmokh
Sandarmokh (en russe : Сандармо́, en carélien : Sandarmoh) est un massif forestier situé dans la république de Carélie en Russie. Le massif est situé le long de l'autoroute A119 entre Karhumäki et Poventsa, à 19 kilomètres de Karhumäki.
Le massif est notamment connu pour avoir été le lieu d'exécutions de masse lors des purges staliniennes.

## Processus d'exécution
Le lieu est le théâtre d’exécutions de masse lors des purges staliniennes,. Les exécutions de masse à Sandarmokh commencent le 11 août 1937 et se poursuivent pendant 14 mois. 
Habituellement, les accusés sont condamnés par un tribunal constitué de trois juges du NKVD, la police secrète soviétique. Après un procès sommaire, ils sont emmenés dans la forêt de Sandarmokh. Les condamnés sont placés face contre terre dans la fosse, et le bourreau tire sept coups sur le condamné avec un revolver, avant de recharger son arme.

## Victimes abattues à Sandarmokh
Selon des sources d'archives, plus de 7 000 personnes y ont été fusillées : ouvriers, paysans, fonctionnaires, travailleurs culturels, artistes, prêtres et militaires. Parmi les personnes abattues, on compte 3 500 habitants de la République socialiste soviétique autonome de Carélie et environ 3 000 prisonniers du canal mer Blanche-Baltique. De plus, 1 111 prisonniers du camp de prisonniers des Îles Solovki y sont exécutés. Parmi les personnes exécutées figurent des représentants de plus de 60 nationalités, dont 2 154 Russes, 762 Finlandais, 676 Caréliens, 493 Ukrainiens, 212 Polonais, 184 Allemands et 89 Biélorusses. Jusqu'à 9 500 personnes y auraient été exécutées.
Les milliers de personnes exécutées pendant 14 mois d'octobre 1937 à décembre 1938 se répartissent en trois grands groupes.
Beaucoup sont Caréliens, un total de 2 344 habitants libres de la république de Carélie. Un plus petit nombre (624) sont des « colons » forcés, c'est-à-dire des paysans exilés vers le Nord après la collectivisation de l'agriculture. Un grand nombre de ces fusillés (1 988) sont déjà prisonniers des camps de Belbaltlag (Canal de la mer Blanche). Un petit groupe de 1 111 prisonniers y a été amené du camp de prisonniers des Îles Solovki. Ensemble, ils représentent près de la moitié des personnes abattues pendant la Grandes Purges en Carélie.
Youri Alexeyevitch Dmitriev a écrit: « Aux côtés des paysans travailleurs, des pêcheurs et des chasseurs des villages voisins, il y avait des écrivains et des poètes, des scientifiques et des universitaires, des chefs militaires, des médecins, des enseignants, des ingénieurs, des membres du clergé de toutes confessions et des hommes d'État qui ont trouvé leur dernière demeure ici." Parmi le dernier groupe nommé se trouvaient des membres éminents de l'intelligentsia issus des nombreuses cultures nationales et ethniques de l'URSS, par exemple des Finlandais, des Caréliens et des Allemands de la Volga. L'Ukraine a été particulièrement pointée du doigt, perdant 289 de ses écrivains, dramaturges et autres personnalités publiques, la Renaissance fusillée, en une seule journée. »
Les 25 victimes suivantes illustrent la diversité des personnes tuées.
- Prince Yasse Andronikov (ru), officier de l'armée impériale russe, acteur et directeur de théâtre : fusillé le 27 octobre 1937, âgé de 44 ans

- Fyodor Bagrov, chef de ferme collective en Carélie[6] : fusillé le 22 avril 1938, âgé de 42 ans

- Shio Batmanishvili, Hiéromoine géorgien, supérieur des Servites de l'Immaculée Conception, et de l'Administration apostolique de la Communauté grecque-catholique géorgienne, fusillé le 1er novembre 1937,

- Nikolaï Nikolaïevitch Dournovo (en), linguiste russe, fusillé le 27 octobre 1937, 60 ans

- Hryhorii Epik, écrivain ukrainien : fusillé le 3 novembre 1937, âgé de 36 ans

- Vasily Helmersen (en), bibliothécaire et artiste russe : abattu le 9 décembre 1937, âgé de 64 ans

- Nikolaï Khrissanfov (ru), écrivain carélien[7] : fusillé le 8 janvier 1938, âgé de 39 ans

- Myroslav Irchan, écrivain, journaliste et dramaturge ukrainien : abattu le 3 novembre 1937, âgé de 40 ans

- Alexeï Kostine, membre d'une ferme collective en Carélie[8] : fusillé le 9 mars 1938, âgé de 39 ans

- Camilla Krouchelnitskaïa, organisatrice d'un groupe catholique clandestin à Moscou : fusillée le 27 octobre 1937, à l'âge de 45 ans

- Mykola Koulich, écrivain, éducateur, journaliste et dramaturge ukrainien : abattu le 3 novembre 1937, âgé de 40 ans

- Les Kourbas, directeur de théâtre ukrainien : abattu le 3 novembre 1937, âgé de 50 ans

- Kouzebaï Gerd, écrivain oudmourte : fusillé le 1er novembre 1937, 39 ans

- Ievgenia Moustangova (Rabinovitch) (ru), critique littéraire : fusillée le 4 novembre 1937, âgée de 32 ans

- Valérian Pidmohylny, écrivain ukrainien : fusillé le 3 novembre 1937, âgé de 37 ans

- Mykhailo Poloz (en), homme politique ukrainien, diplomate, homme d'État et participant au Traité de Brest-Litovsk : abattu le 3 novembre 1937, âgé de 45 ans

- Nikita Remnev, charpentier en Carélie[9] : fusillé le 3 avril 1938, âgé de 37 ans

- Ivan Siyak (ru), chef militaire ukrainien : abattu le 3 novembre 1937, âgé de 50 ans

- Grigori Chklovski (ru), diplomate soviétique, ex-bolchevique : fusillé le 4 novembre 1937, âgé de 62 ans

- Kalle Toppinen, charpentier en Carélie[10] : fusillé le 5 mars 1938, âgé de 45 ans

- Kalle Vento (fi), journaliste finlandais : abattu le 28 décembre 1937, âgé de 41 ans

- Damian (Voskressenski) (ru), archevêque de l'Église orthodoxe russe de Koursk et Oboïan : fusillé le 3 novembre 1937, âgé de 64 ans

- Peter Weigel (ru), prêtre catholique romain Allemand de la Volga[11] : fusillé le 3 novembre 1937, âgé de 45 ans

- Anton Yablotsky, « Colon spécial » polonais d'Ukraine[12] : fusillé le 21 janvier 1938, âgé de 37 ans

- Mykhailo Yalovy, écrivain ukrainien : tué le 3 novembre 1937, âgé de 42 ans.

- Mykola Zerov, poète ukrainien : fusillé le 3 novembre 1937, âgé de 47 ans

Les membres de la diaspora finlandaise ayant émigré en URSS pendant la Grande Dépression et qui ont ensuite été arrêtés et abattus à Sandarmokh dans le cadre de l'opération finlandaise du NKVD, sont répertoriés par John Earl Haynes et Harvey Klehr. Ils comptent 141 Finno-Américains et 127 Finno-Canadiens.

## Nouvelles fouilles et construction d'un discours officiel
À partir de 2016 apparaissent des tentatives de réviser ce récit des fusillades à Sandarmokh et d'affirmer que parmi les morts se trouvaient des prisonniers de guerre soviétiques abattus par les Finlandais durant la guerre de Continuation de 1941-1944. Il y a des articles de journaux et des émissions télévisées en Russie et une publication dans la presse finlandaise. La même année, une enquête pour abus sexuel contre Iouri Dmitriev est ouverte par les autorités.
La motivation derrière cette affirmation et les nouvelles preuves supposées ont toutes été contestées. Dans une enquête longue et détaillée, la journaliste russe Anna Iarovaya examine les preuves et interroge les historiens et ceux qui ont découvert le site. Elle s'entretient avec des historiens finlandais de la Seconde Guerre mondiale ; Irina Flige de Memorial et Sergueï Kachtanov, chef de l'administration du raïon où les fosses communes ont été découvertes. Elle interroge aussi Sergueï Veriguine, l'un des historiens russes qui a avancé la nouvelle hypothèse. Les journaux et la télévision russes parlent de « milliers » de prisonniers de guerre abattus par les soldats finlandais et enterrés à Sandarmokh : s'adressant publiquement à Anna Iarovaya, Sergueï Veriguine est plus prudent et parle de dizaines ou de centaines.
L'édition carélienne de la chaîne de télévision publique Rossiya annonce brièvement le 22 avril 2018 qu'il y aura de nouvelles enquêtes à Sandarmokh « cet été ».
L'Agence France-Presse couvre les développements ultérieurs en septembre 2018, citant des critiques qui affirment que les fouilles ont une motivation politique pour manipuler l'opinion publique et une tentative de dissimulation des crimes staliniens. Le site web EUvsDisinfo.eu du Service européen pour l'action extérieure classent les allégations selon lesquelles les Finlandais seraient responsables des meurtres de Sandarmokh comme de la « désinformation pro-Kremlin ».
Le responsable du musée local, Sergueï Koltyrine, est arrêté en octobre 2018, peu après avoir critiqué publiquement les nouvelles fouilles. Il est condamné à huis clos pour pédophilie à 9 ans de prison. Début mars 2020, un tribunal local décide de le libérer en raison d'une maladie en phase terminale, mais le procureur conteste cette décision et Sergueï Koltyrine meurt dans un hôpital pénitentiaire le 2 avril 2020.

## Commémoration
En 2025, le site est classé « site historique » par les autorités russes, ce qui interdit l'apposition d'affiches, de stèles ou d'inscriptions commémoratives.
En août 2025, une commémoration des victimes des Purges staliniennes est organisée à Sandarmokh, notamment par le parti Iabloko. Des militants ultranationalistes russes perturbent la cérémonie, s'en prennent aux participants et commettent des dégradations. 

## Galerie

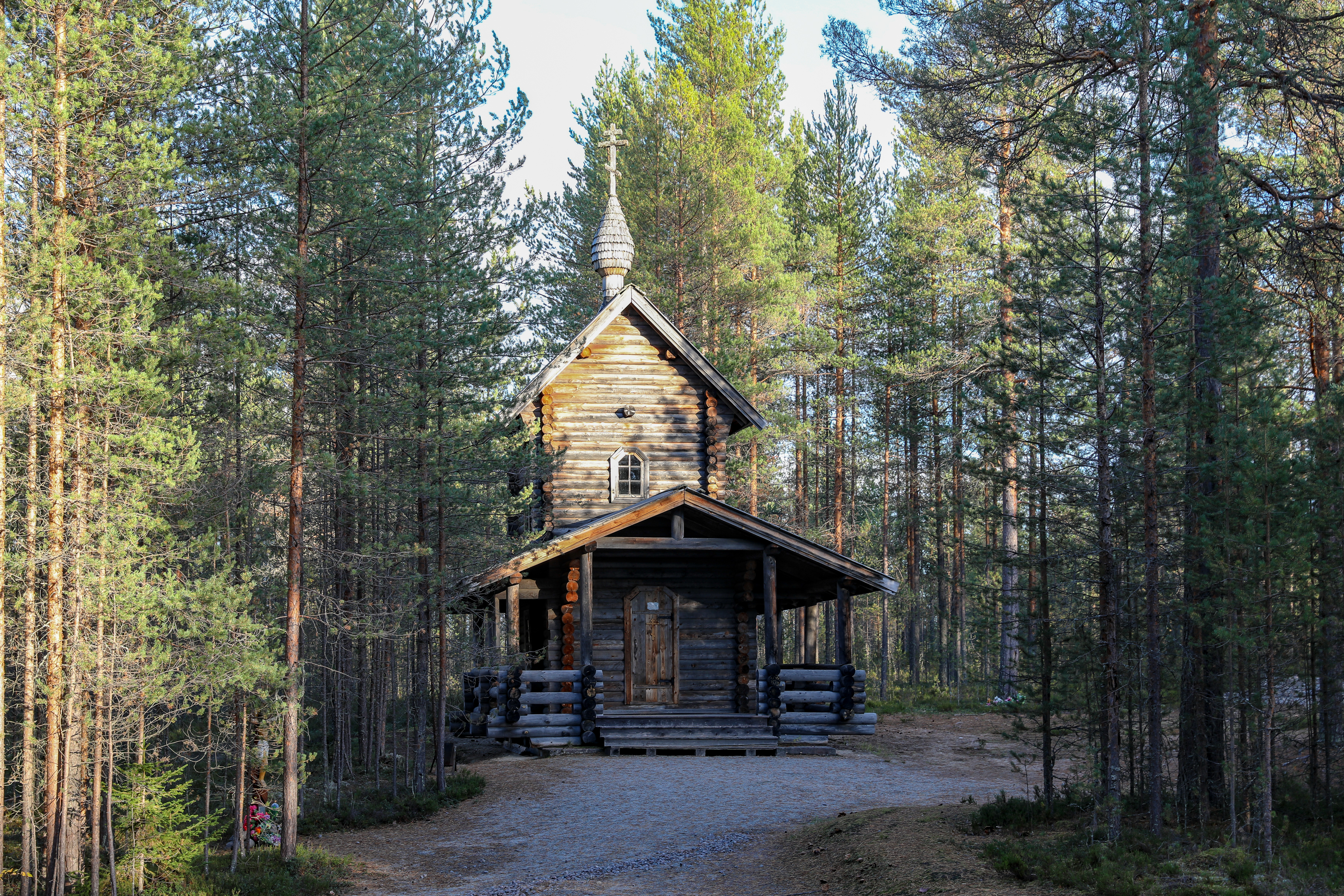
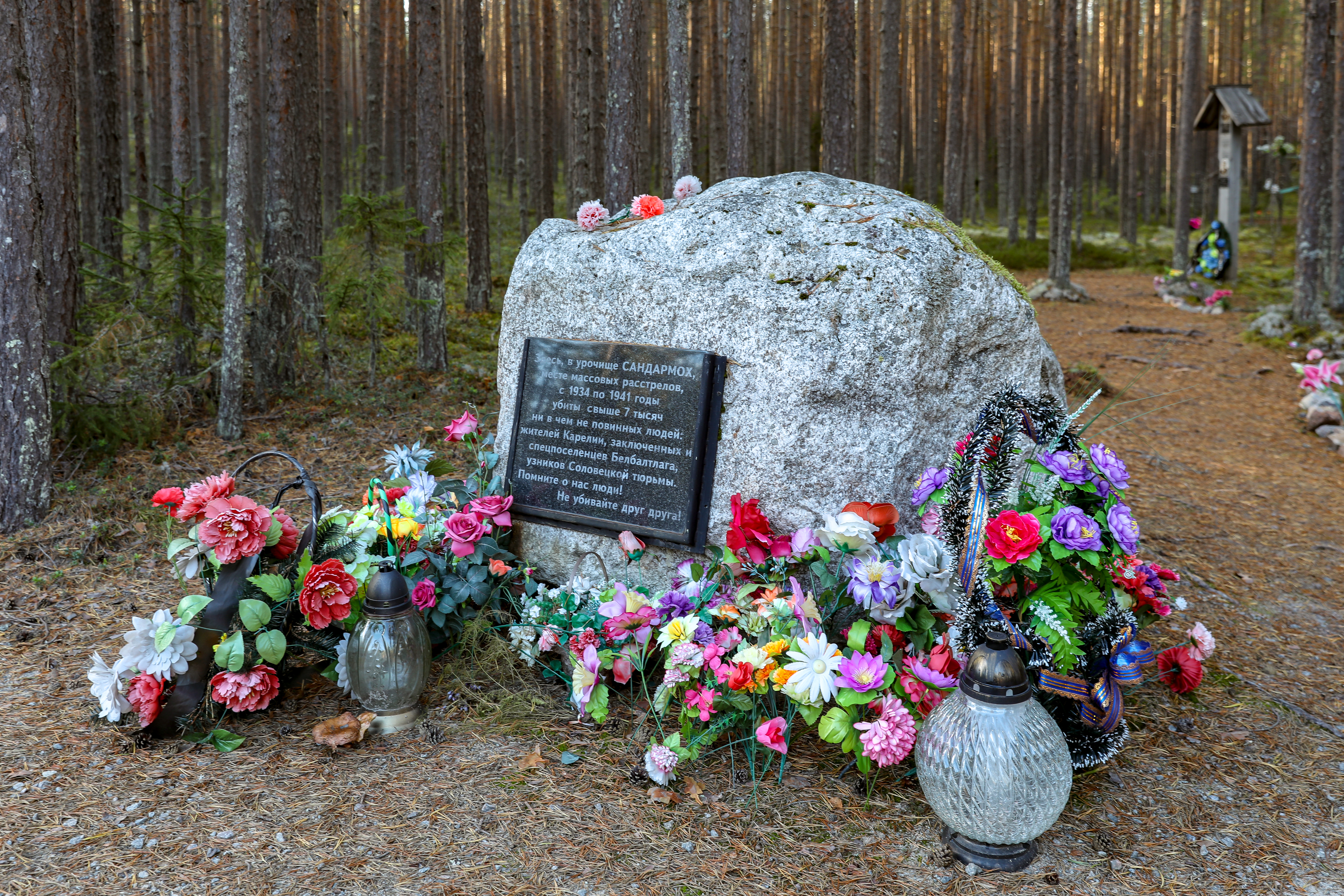
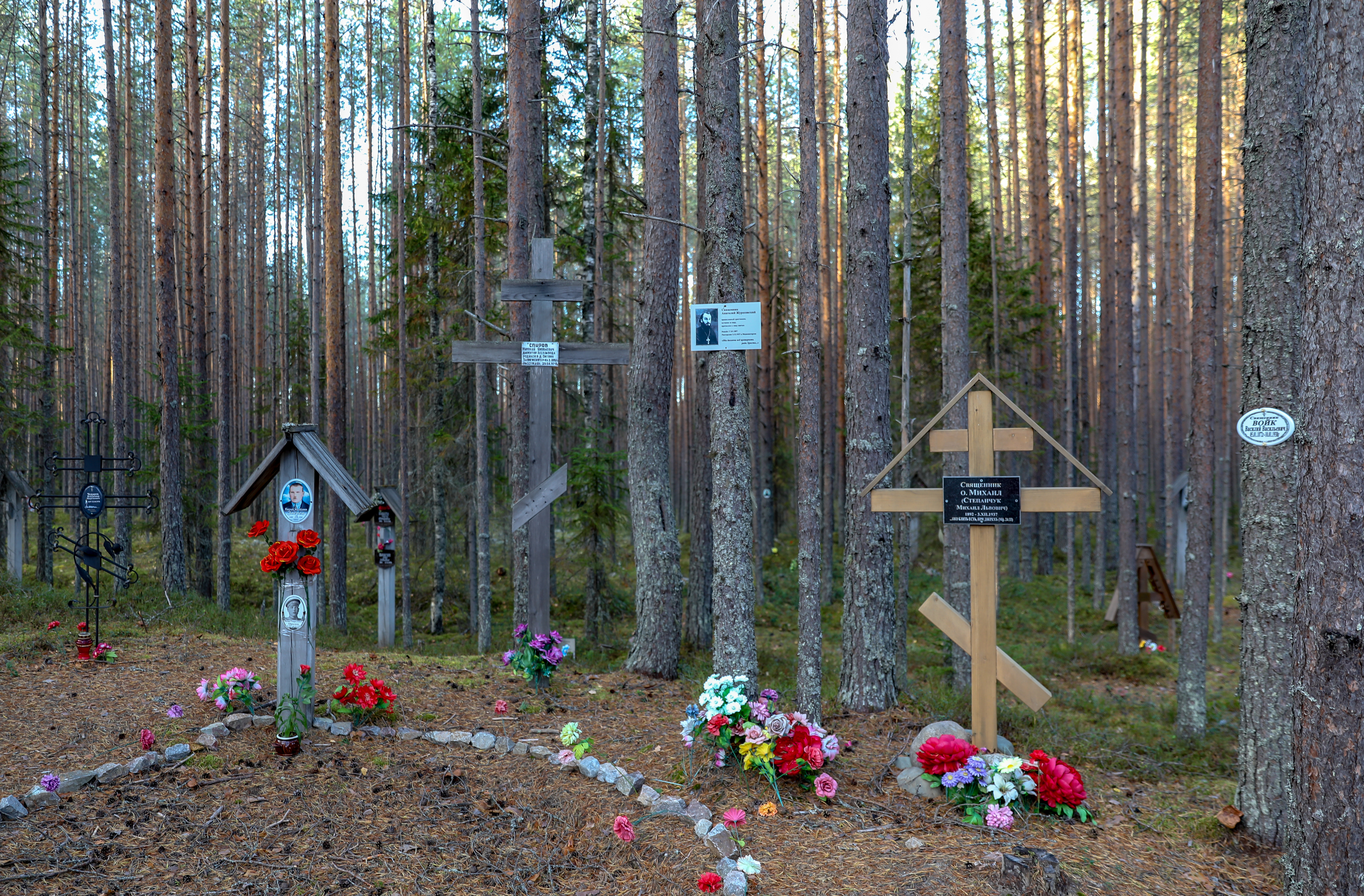